# 戦士
戦士（せんし）とは、戦場で戦う兵士、もしくは軍事的階級にある者の事である。その多くは文明や思想等に帰属し、それらの信念のもとに戦闘に従事する者の事である。

## 戦士の例一覧
- アキンジ
- ベルセルク
- ボヤール
- コンドッティエーレ
- コサック
- ドルジーナ
- ハイドゥク
- ヘルール族
- ハイランダー
- カッシート人
- カールサー
- キプチャク
- クレフテス
- チェトリ
- マムルーク
- マオリ
- ミナ（Meena）- インドの部族
- ナーヤル
- ノルマン人
- ルーシ族
- スコルディスキ
- しょうりん
- 楯の乙女
- 側近護衛官
- テンプル騎士団
- ドイツ騎士団
- 聖ヨハネ騎士団
- ハスカール
- ヒクソス
- 十字軍
- 忍者（日本）
- 足軽（日本）
- 武士（日本）
- 侍（日本）
- 僧兵、山伏（日本）
- 禁軍（中国、皇帝や王の近衛軍）
- ケシク（モンゴル帝国の近衛兵）
- ラージプート
- マラーター
- イェニチェリ
- 暗殺教団
- ガーズィー（Ghazi、イスラーム）
- アンサール（Ansar、イスラーム）
- スィパーヒー
- ティマール騎兵
- Hersir
- ヴァイキング
- アマゾーン
- 剣闘士
- 重装歩兵
- Phalangite
- 不死隊
- 軍団兵
- 騎士
- パラディン
- ウーラン
- ドッグ・ソルジャー
- 鷲の戦士
- ジャガーの戦士
- 전사 (戰士)（朝鮮人民軍の階級で、初級・最下級の兵士）

## 戦士階級
戦士を社会体制の一部として運用する例を表示する。
- 日本の 侍（武家）
- クシャトリヤ、インドの戦士階級カースト
- シク教のカールサー（Khalsa）
- 古代インドのクシャトリヤ
- 古代ローマのケントゥリア、エクィテス
- 中世ヨーロッパの騎士
- ロシアのドヴォリャニン

また一部ではなく、スパルタ人の様に国民全員が戦士である国民皆兵などの社会体制も存在する。

### 戦士階級のコントロール
軍事的な階級が存在する社会では、社会に対して暴力を行わない為の倫理規定（武士道、騎士道など）による保障が考え出された。
その多くで共通するのは、忠誠、信仰、勇気を名誉とすることである。

## 装飾
多くの場合、十字架、国章、家紋など信念、忠誠を表す為のシンボルを身に帯びる。
また、当時の技術や風俗、軍事ドクトリンに則った装備や制服で統一される場合がある。

## その他
左翼武装勢力など反体制活動を行う者は、国軍兵士への連想を避ける意図でか、しばしば闘士（wikt:闘士）と称する。
フィクション等では、国家に仕える騎士や兵士、あるいは主に戦争行為に従事する傭兵とも違う、冒険者などフリーランスの戦闘員のことを戦士と呼び分ける傾向がある。ファンタジーRPGにおける戦士は魔法などのスキルを持たない白兵戦担当職種で、またキャリアを積んで近系統の他職種へクラスアップするための基本・初期職という扱いが多い。